# Elaeagnus montana
Elaeagnus montana är en havtornsväxtart som beskrevs av Tomitaro Makino. Elaeagnus montana ingår i släktet silverbuskar, och familjen havtornsväxter. Utöver nominatformen finns också underarten E. m. ovata.

## Bildgalleri

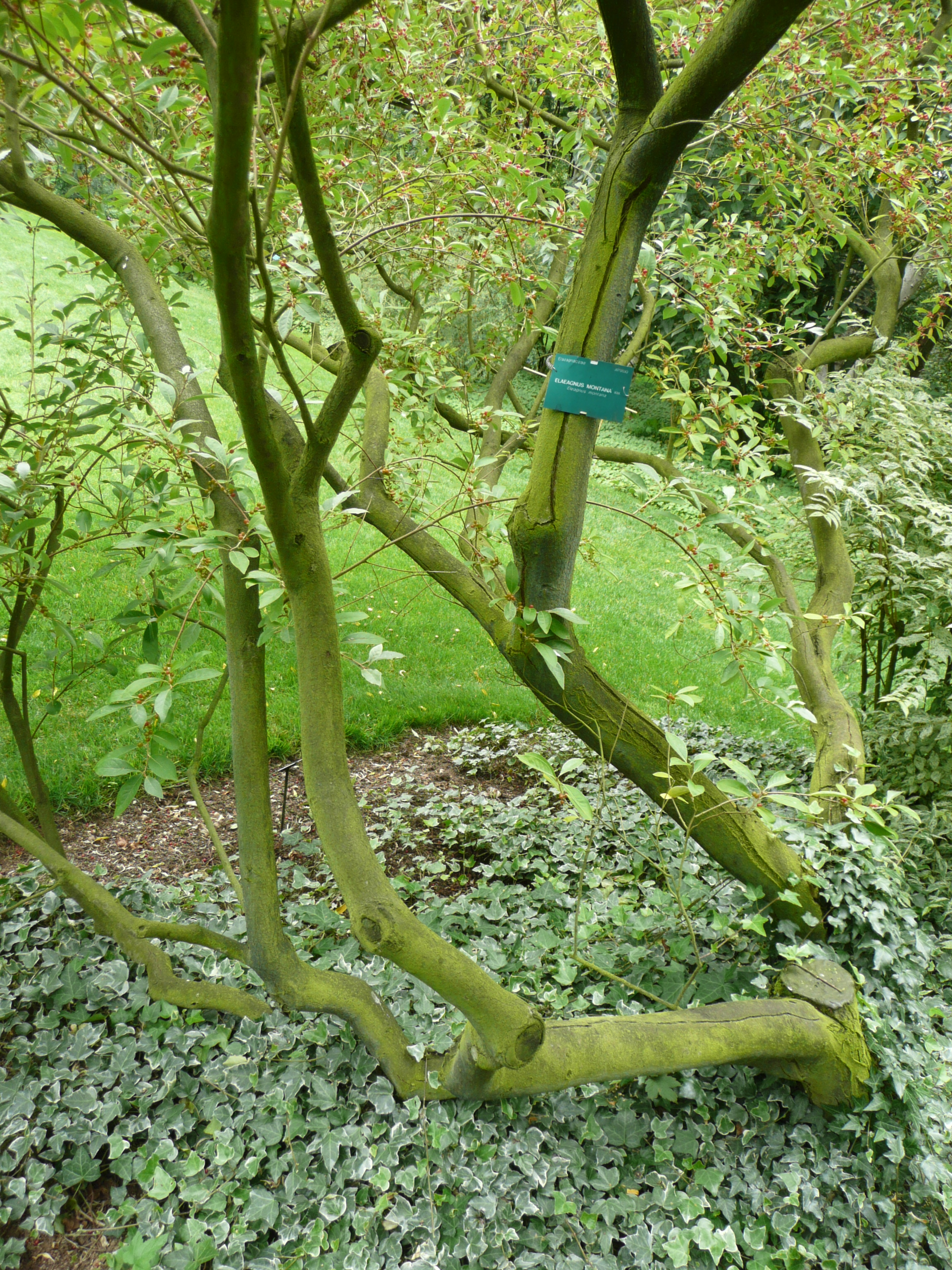
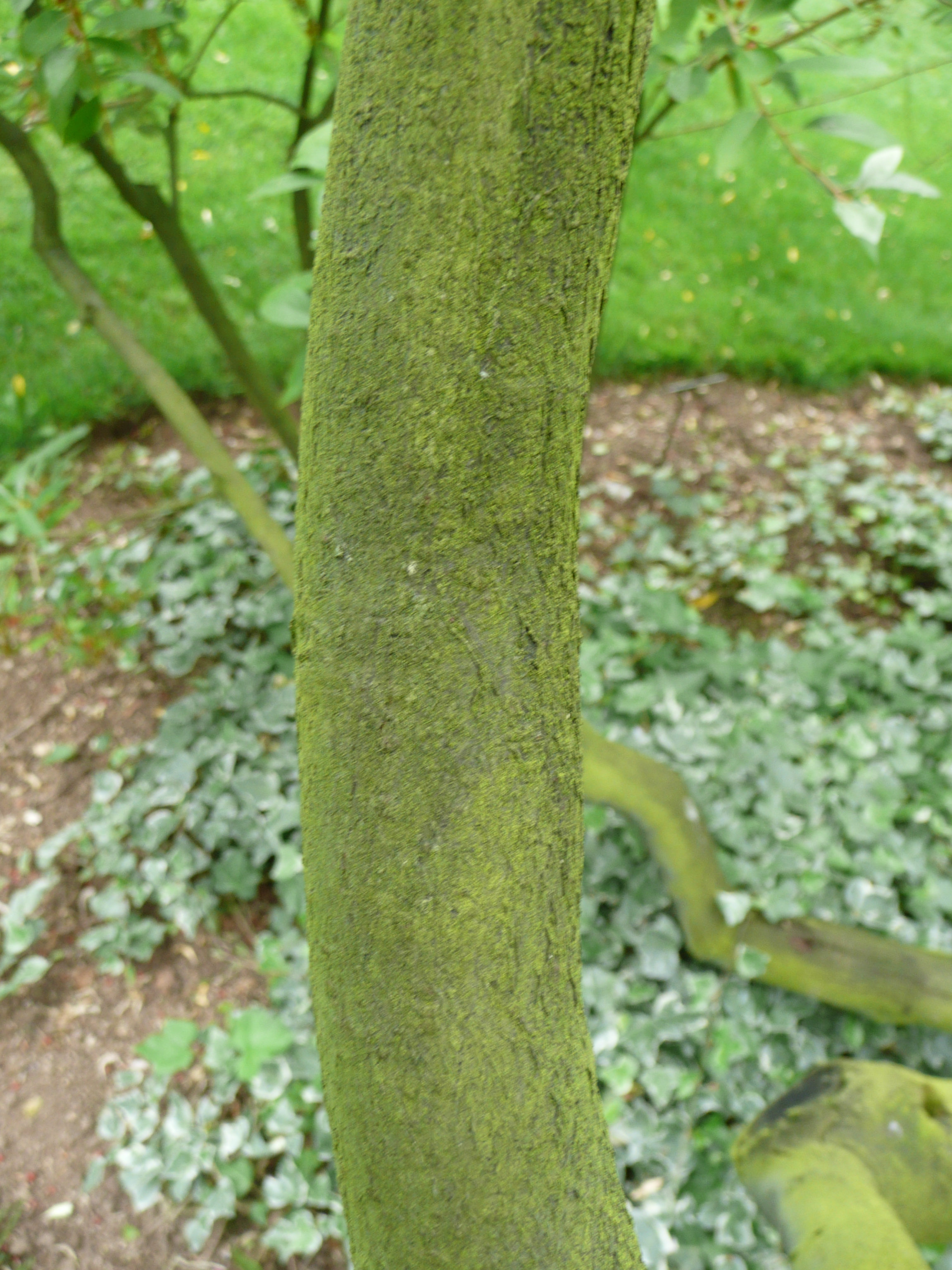
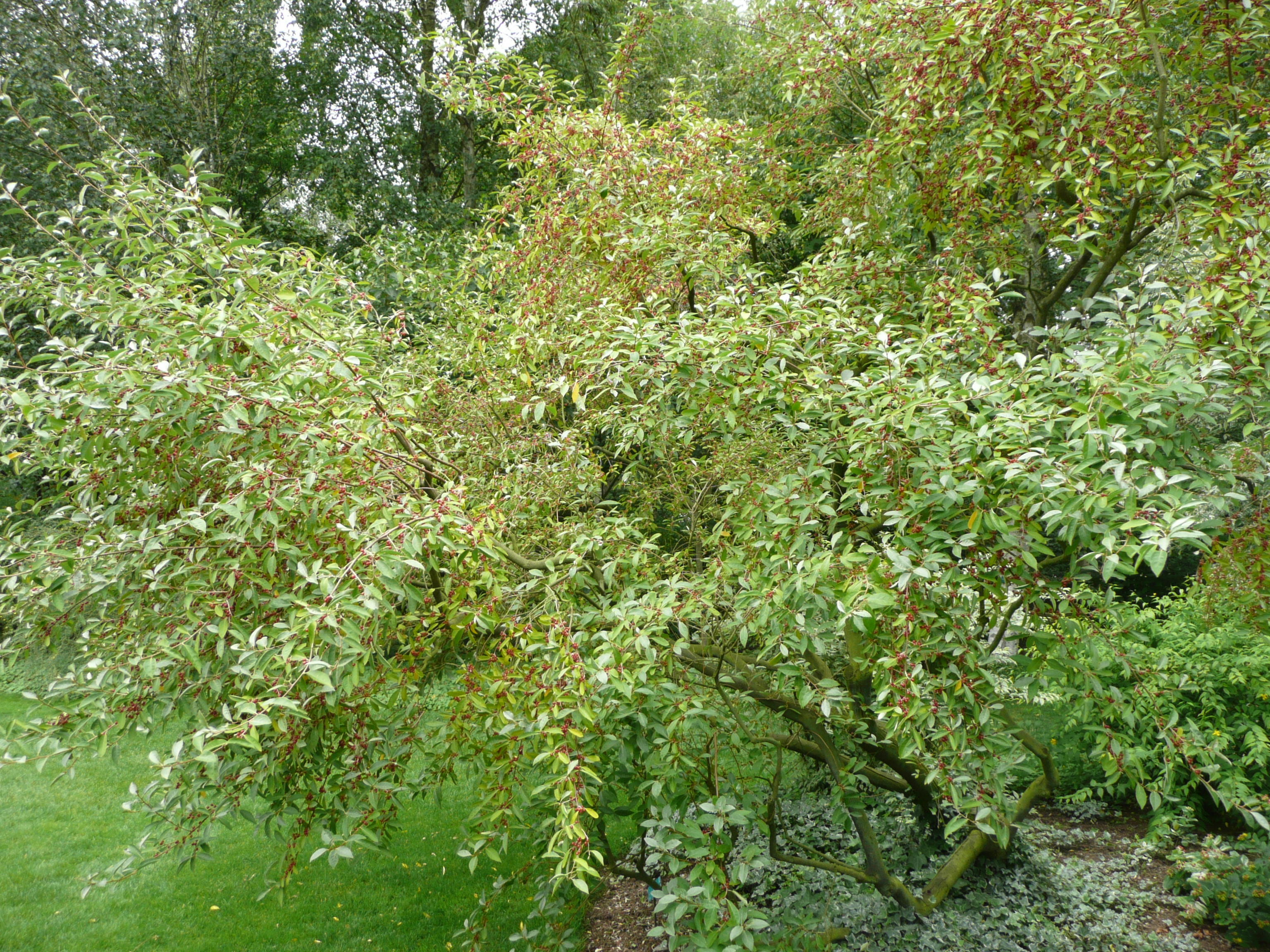